# Nik Tendo
Dominik Citta (* 19. srpna 1993 Pardubice), spíše známý pod uměleckým pseudonymem Nik Tendo, je český rapper nahrávající u společnosti Milion+ Entertainment. Vydal alba: Goldkid (2017), GoldCigo (2018), 7 (2018), Fatamorgana (2019), Restart & Lunazar (2020), Jsem v pohodě, sem v prdeli (2021), Kruhy & Vlny (2022, s Yzomandiasem), *PATTERN* (2023, s NobodyListen),V gastru nejsou lidi (2024) a Goldkiid (2025) a spolupracoval také na kompilačních albech labelu Milion+ Krtek Money Life (2018) a Krtek Forever (2023). Dále vydal několik EP, včetně 777 (2024) a Hra1 (2024, s Benem Cristovaem).

## Dětství a mládí
Narodil se v roce 1993 v Pardubicích. Vystudoval gymnázium Mozartova v Pardubicích. V mládí hrával basketbal (měří 197 cm).

## Kariéra

### Počátky (2016–2017)
Jeho pseudonym „Nik Tendo“ je přesmyčkou slov „Ten Nikdo“. Hudebně se poprvé začal angažovat kolem roku 2012, avšak výrazně se začal profilovat až v roce 2016, kdy vydal svůj první videosingl „Delfín“, jenž je jeho první profesionální nahrávkou. Produkci zajistil producent Bondyfan. Ačkoliv videoklip vyšel pod labelem Milion+ Entertainment, Nik Tendo tehdy ještě nebyl oficiálním členem. Pod label M+ se ale dostal krátce poté. Prvním průlomem byly videoklipy k písním „Páv“ a „Mustang“. Proslavení se mu pomohla i spolupráce na velmi úspěšné písni Yzomandiase „Kawasaki“. Tentýž rok se přidal k Robinu Zootovi na jeho tour Cocktail Party a v druhé polovině roku na Ze Dna x Origami tour, kde doprovázel Yzomandiase a Jimmyho Dicksona. Po 7trackovém EP GoldCigo přichází v září 2017 společně s producentem Deckym s projektem GoldKid. Společně s Yzomandiasem tvoří duo známé jako Double Trouble.

### Alba 7, Fatamorgana, Restart & Lunazar (2018–2020)
V červnu 2018 vydal debutové album 7, které obsahuje jeho první velké hity, singly „Hvězdy“ (ft. Calin) a „Sedm“ (ft. Hasan). Album se umístilo na 2. příčce žebříčku prodejnosti alb v Česku. V listopadu téhož roku vyšlo labelové album Krtek Money Life, na kterém se objevují kromě něj i všichni ostatní členové labelu. Toto kompilační album se stalo 2x platinovým (obrat z prodeje činil přes dva miliony korun).
Dalším jeho sólo projektem byla deska Fatamorgana, která byla vydána v listopadu 2019. Obsah alba obsadil přední žebříčky digitálního prodeje. Vysoko se umístily úspěšné singly „Legit Check“ (ft. Yzomandias), „Na chvíli“ nebo „6:00 ráno“, které zaznamenaly milionové počty streamů. Album se vyšplhalo na první příčky žebříčků prodejnosti alb v Česku i na Slovensku a katapultovalo ho mezi nejoblíbenější české rappery.
V dubnu 2020 vydal singl „Není limit“, který uvedl nové EP RESTART a stal se jeho prvním number-one hitem. Dařilo se i dalším singlům „Hraješ si na co“ (ft. Viktor Sheen) nebo „Sbohem“. Jako pokračování tohoto EP vydal v září 2020 EP LUNAZAR. To obsahovalo další number-one hit „365247“ (ft. Koky). Obě EP se umístila na vrcholu hitparády prodejnosti alb. Stejně jako jejich kompilační vydání pod názvem Restart & Lunazar. To se navíc stalo šestou nejprodávanější českou deskou roku 2020. Mezi rappery byl úspěšnější pouze Viktor Sheen s albem Černobílej svět.

### Jsem v pohodě, sem v prdeli. a Kruhy a vlny (2021–2023)
Čtvrté album Jsem v pohodě, sem v prdeli. opět dosáhlo vrcholu českého i slovenského žebříčku prodejnosti alb a to i díky number-one hitům „Malá Biš“ a „13. komnata“. Celé album se dostalo na přední místa singlového digitálního žebříčku a potvrdilo přední postavení Nik Tenda mezi českými rappery.
V červnu 2022 vydal své první živé album s názvem No Phone: Živě, na kterém je zachycena jeho show z března 2022. Během ní také natočil videoklip k singlu „No Phone“.
Dne 17. listopadu 2022 vyšlo společné album s Yzomandiasem nazvané Kruhy a vlny. Prvním vydaným singlem z projektu byla píseň „Láska a bolest“ (10. příčka). Nejúspěšnějším singlem byla píseň „Free Karlo“ (1. příčka). Album debutovalo na první příčce českého i slovenského žebříčku prodejnosti alb. V dubnu 2023 vyšla deluxe verze projektu pod názvem Kruhy a vlny (217 Twins Edition) rozšířená o několik písní. Nejvíce zabodovaly nové písně „Novej svět“ a „Ride or Die“ (obě nejvýše na 5. příčce).

### Pattern, Hra1, V gastru nejsou lidi & GoldKiid (2023–2025)
V červenci 2023 vydal album *PATTERN*, které celé produkoval NobodyListen.
V roce 2024 vydal dvě EP – 777 a společné s Benem Cristovaem HRA1. V polovině září 2024 vydal své další sólové album s názvem V gastru nejsou lidi. O týden později vyšla deluxe verze alba V gastru nejsou lidi (chef's deluxe). Ta obsahovala šest nových písní.
Na konci července 2025 vydal album GoldKiid, které vzniklo ve spolupráci s producentem Deckym. Album navazuje na jeho předchozí EP GoldKid z roku 2017, rovněž produkované Deckym, a rozvíjí Tendoův osobitý styl kombinující tvrdé beaty a osobní texty.

## Diskografie

### Studiová alba
| Rok  | Album | Nejvyšší umístění v hitparádě | Nejvyšší umístění v hitparádě | Ocenění          |
| Rok  | Album | CZ TOP 100                    | SK TOP 100                    | Ocenění          |
| ---- | --- | ----------------------------- | ----------------------------- | ---------------- |
| 2018 | 7 - Vydáno: 27. června 2018 - Vydavatel: Milion+, Universal Music                                             | 2                             | 12                            | CZ: 2x platinové |
| 2019 | Fatamorgana - Vydáno: 1. listopadu 2019 - Vydavatel: Milion+, Universal Music                                 | 1                             | 1                             | CZ: 2x platinové |
| 2020 | Restart & Lunazar - Vydáno: 2. října 2020 - Vydavatel: Milion+, Universal Music                               | 1                             | 1                             | CZ: 3x platinové |
| 2021 | Jsem v pohodě, sem v prdeli. - Vydáno: 30. července 2021 - Vydavatel: Milion+, Universal Music                | 1                             | 1                             | CZ: platinové    |
| 2022 | Kruhy a vlny (s Yzomandias) - Vydáno: 17. listopadu 2022 - Vydavatel: Milion+, Universal Music                | 1                             | 1                             |                  |
| 2023 | Kruhy a vlny (217 Twins Edition) (s Yzomandias) - Vydáno: 7. dubna 2023 - Vydavatel: Milion+, Universal Music | 1                             | 3                             |                  |
| 2023 | *PATTERN* (s NobodyListen) - Vydáno: 20. července 2023 - Vydavatel: Milion+, Universal Music                  | 1                             | 2                             |                  |
| 2024 | V gastru nejsou lidi - Vydáno: 13. září 2024 - Vydavatel: Milion+, Universal Music                            | 1                             | 1                             |                  |
| 2025 | GoldKiid (s Decky) - Vydáno: 31. července 2025 - Vydavatel: Milion+, Universal Music                          | 1                             | 3                             |                  |

### EP
| Rok  | Album                                                                                     | Nejvyšší umístění v hitparádě | Nejvyšší umístění v hitparádě | Ocenění |
| Rok  | Album                                                                                     | CZ TOP 100                    | SK TOP 100                    | Ocenění |
| ---- | ----------------------------------------------------------------------------------------- | ----------------------------- | ----------------------------- | ------- |
| 2017 | GoldKid (s Decky) - Vydáno: 7. září 2017 - Vydavatel: Milion+, Universal Music            | —                             | —                             |         |
| 2018 | GoldCigo - Vydáno: 15. dubna 2018 - Vydavatel: Milion+, Universal Music                   | —                             | —                             |         |
| 2020 | Restart - Vydáno: 15. dubna 2020 - Vydavatel: Milion+, Universal Music                    | 1                             | 1                             |         |
| 2020 | Lunazar - Vydáno: 17. září 2020 - Vydavatel: Milion+, Universal Music                     | 1                             | 1                             |         |
| 2024 | 777 - Vydáno: 22. března 2024 - Vydavatel: Milion+, Universal Music                       | —                             | —                             |         |
| 2024 | HRA1 (s Benem Cristovaem) - Vydáno: 10. května 2024 - Vydavatel: Milion+, Universal Music | —                             | —                             |         |

### Singly
| Rok  | Název písně                                    | Pozice v žebříčcích | Pozice v žebříčcích  | Pozice v žebříčcích | Album                            |
| Rok  | Název písně                                    | CZ Digital Top 100  | CZ Digital Top 50 CZ | SK Digital Top 100  | Album                            |
| ---- | ---------------------------------------------- | ------------------- | -------------------- | ------------------- | -------------------------------- |
| 2016 | „Delfín“                                       | ㅤ—                 | ㅤ—                  | ㅤ—                 | ㅤㅤㅤ—                          |
| 2016 | „Páv“                                          | —                   | —                    | —                   | Milion+ Paradise                 |
| 2016 | „Mustang“                                      | —                   | —                    | —                   | —                                |
| 2016 | „Safe Mode“                                    | —                   | —                    | —                   | GoldCigo                         |
| 2017 | „Intro (6 Nul)“                                | —                   | —                    | —                   | GoldCigo                         |
| 2017 | „6 nul (Remix)“                                | —                   | —                    | —                   | GoldCigo                         |
| 2017 | „V noci“                                       | —                   | —                    | —                   | GoldCigo                         |
| 2017 | „Honda“                                        | —                   | —                    | —                   | GoldCigo                         |
| 2017 | „Rockstar“                                     | —                   | —                    | —                   | GoldCigo                         |
| 2017 | „Savana“                                       | —                   | —                    | —                   | GoldCigo                         |
| 2017 | „Gold“ (s Decky)                               | —                   | —                    | —                   | GoldKid                          |
| 2017 | „Most Wanted“ (s Decky (ft. Yzomandias))       | —                   | —                    | —                   | GoldKid                          |
| 2017 | „Ohniway“ (s Decky)                            | —                   | —                    | —                   | GoldKid                          |
| 2017 | „Emoji“ (s Decky)                              | —                   | —                    | —                   | GoldKid                          |
| 2017 | „Kolem krku“ (s Decky)                         | —                   | —                    | —                   | GoldKid                          |
| 2017 | „Autopilot“ (s Decky)                          | —                   | —                    | —                   | GoldKid                          |
| 2018 | „Jizvy“                                        | —                   | 40                   | —                   | 7                                |
| 2018 | „Teen Love“ (s Decky)                          | 72                  | 8                    | —                   | GoldKid                          |
| 2018 | „Hvězdy“ (ft. Calin)                           | 15                  | 1                    | —                   | 7                                |
| 2018 | „Nevolej mi“ (ft. Decky a Viktor Sheen)        | 63                  | 6                    | —                   | 7                                |
| 2018 | „Cash Money“ (ft. Zayo)                        | —                   | 14                   | —                   | 7                                |
| 2018 | „Se svejma psama“ (ft. Neries)                 | —                   | 30                   | —                   | 7                                |
| 2018 | „Od rána do rána“ (ft. Kamil Hoffmann)         | —                   | 20                   | —                   | 7                                |
| 2018 | „Nekonečný příběh“ (ft. Karlo)                 | 43                  | 3                    | —                   | 7                                |
| 2018 | „Mars“ (ft. Yzomandias)                        | 57                  | 7                    | —                   | 7                                |
| 2018 | „Sedm“ (ft. Hasan)                             | 13                  | 1                    | 74                  | 7                                |
| 2018 | „Sid & Nancy“ (ft. Viktor Sheen)               | 84                  | 14                   | —                   | 7                                |
| 2018 | „Dominiku!“                                    | 67                  | 10                   | —                   | 7                                |
| 2019 | „Vysoko míříš“ (ft. Yzomandias)                | 60                  | 8                    | —                   | 7                                |
| 2019 | „Random“ (s Decky)                             | —                   | —                    | —                   | GoldKid                          |
| 2019 | „Do mýho kruhu“ (ft. Viktor Sheen)             | 93                  | 26                   | —                   | —                                |
| 2019 | „Play“ (ft. Fobia Kid)                         | 58                  | 13                   | 75                  | —                                |
| 2019 | „KML TOUR“                                     | 45                  | 12                   | 93                  | —                                |
| 2019 | „Legit Check“ (ft. Yzomandias)                 | 7                   | 5                    | 18                  | Fatamorgana                      |
| 2019 | „Na chvíli“                                    | 2                   | 1                    | 11                  | Fatamorgana                      |
| 2019 | „6:00 ráno“                                    | 3                   | 2                    | 9                   | Fatamorgana                      |
| 2019 | „Sex hudba drogy“                              | 4                   | 3                    | 19                  | Fatamorgana                      |
| 2019 | „Xan & Coke“ (ft. Yzomandias)                  | 6                   | 5                    | 13                  | Fatamorgana                      |
| 2019 | „Mood“ (ft. Yzomandias)                        | 9                   | 8                    | 12                  | Fatamorgana                      |
| 2019 | „Bíla & Černá“                                 | 11                  | 6                    | 26                  | Fatamorgana                      |
| 2019 | „Celou noc“ (ft. AstralKid22)                  | 11                  | 9                    | 6                   | Fatamorgana                      |
| 2019 | „Samotná“                                      | 12                  | 10                   | 21                  | Fatamorgana                      |
| 2019 | „Jump“                                         | 13                  | 11                   | 25                  | Fatamorgana                      |
| 2019 | „Aj“ (ft. Alo431 a Hasan)                      | 16                  | 12                   | 30                  | Fatamorgana                      |
| 2019 | „Když prší tak leje“                           | 17                  | 15                   | 29                  | Fatamorgana                      |
| 2019 | „Super“ (ft. Karlo)                            | 20                  | 16                   | 32                  | Fatamorgana                      |
| 2019 | „Nerozumíš mi“ (ft. Karlo)                     | 22                  | 17                   | 33                  | Fatamorgana                      |
| 2020 | „Není limit“                                   | 1                   | 1                    | 6                   | Restart                          |
| 2020 | „Sbohem“                                       | 3                   | 2                    | 5                   | Restart                          |
| 2020 | „Hraješ si na co“ (ft. Viktor Sheen)           | 4                   | 3                    | 11                  | Restart                          |
| 2020 | „Restart“ (ft. Yzomandias)                     | 6                   | 4                    | 9                   | Restart                          |
| 2020 | „Back Seat“                                    | 9                   | 5                    | 25                  | Restart                          |
| 2020 | „Už bylo na čase“                              | 10                  | 6                    | 30                  | Restart                          |
| 2020 | „Nemůžu spát“ (ft. Kamil Hoffmann)             | 11                  | 7                    | 26                  | Restart                          |
| 2020 | „Milujou Crew“ (ft. Jickson)                   | 13                  | 9                    | 37                  | Restart                          |
| 2020 | „Já to miluju“                                 | 4                   | 3                    | 6                   | Lunazar                          |
| 2020 | „365247“ (ft. Koky)                            | 1                   | 1                    | 4                   | Lunazar                          |
| 2020 | „Tempo“ (ft. Cashanova Bulhar a LucaBrassi10x) | 3                   | 2                    | 3                   | Lunazar                          |
| 2020 | „Loyal“ (ft. Robin Zoot a Young Leosia)        | 5                   | 4                    | 9                   | Lunazar                          |
| 2020 | „Goyard“ (ft. Yzomandias)                      | 6                   | 5                    | 7                   | Lunazar                          |
| 2020 | „6 Feet“ (ft. AstralKid22)                     | 8                   | 7                    | 8                   | Lunazar                          |
| 2020 | „Mix Emocí“                                    | 9                   | 8                    | 14                  | Lunazar                          |
| 2020 | „Nekonečný“                                    | 10                  | 9                    | 22                  | Lunazar                          |
| 2020 | „Malá Biš“                                     | 1                   | 1                    | 7                   | Jsem v pohodě, sem v prdeli.     |
| 2021 | „Nemám strach“ (ft. Vercetti CG)               | 2                   | 1                    | 10                  | —                                |
| 2021 | „13. komnata“                                  | 1                   | 1                    | 5                   | Jsem v pohodě, sem v prdeli.     |
| 2021 | „Nezměníš“                                     | 2                   | 2                    | 9                   | Jsem v pohodě, sem v prdeli.     |
| 2021 | „S.P.J.D.“                                     | 6                   | 3                    | 11                  | Jsem v pohodě, sem v prdeli.     |
| 2021 | „Líp než teď“ (ft. Separ)                      | 8                   | 4                    | 6                   | Jsem v pohodě, sem v prdeli.     |
| 2021 | „Strobo“                                       | 9                   | 5                    | 15                  | Jsem v pohodě, sem v prdeli.     |
| 2021 | „Lingo“ (ft. Shimmi)                           | 11                  | 6                    | 12                  | Jsem v pohodě, sem v prdeli.     |
| 2021 | „721“ (ft. Yzomandias)                         | 13                  | 7                    | 18                  | Jsem v pohodě, sem v prdeli.     |
| 2022 | „Loop“                                         | 10                  | 6                    | 29                  | —                                |
| 2022 | „NO PHONE“                                     | 15                  | 10                   | 20                  | —                                |
| 2022 | „Pod drn“ (ft. Hasan a Calin)                  | 4                   | 3                    | 9                   | —                                |
| 2022 | „Láska a bolest“ (s Yzomandias)                | 10                  | 4                    | 11                  | Kruhy a vlny                     |
| 2022 | „FREE KARLO“ (s Yzomandias)                    | 1                   | 1                    | 1                   | Kruhy a vlny                     |
| 2022 | „Standart“ (s Yzomandias)                      | 11                  | 6                    | 10                  | Kruhy a vlny                     |
| 2022 | „Double Trouble“ (s Yzomandias)                | 13                  | 8                    | 12                  | Kruhy a vlny                     |
| 2022 | „Batman & Robin“ (s Yzomandias)                | 14                  | 9                    | 17                  | Kruhy a vlny                     |
| 2022 | „Co ty oči??“ (s Yzomandias)                   | 17                  | 11                   | 24                  | Kruhy a vlny                     |
| 2022 | „Pedal to the metal“ (s Yzomandias)            | 19                  | 12                   | 26                  | Kruhy a vlny                     |
| 2022 | „BMM (Boží Mlýny Melou)“ (s Yzomandias)        | 20                  | 13                   | 22                  | Kruhy a vlny                     |
| 2022 | „Až přestane se točit svět“ (s Yzomandias)     | 22                  | 14                   | 37                  | Kruhy a vlny                     |
| 2022 | „Kiddo Beatrix“ (s Yzomandias)                 | 24                  | 16                   | 33                  | Kruhy a vlny                     |
| 2022 | „Bukowski“ (s Yzomandias)                      | 26                  | 18                   | 38                  | Kruhy a vlny                     |
| 2022 | „NNN ZLO“ (s Yzomandias)                       | 28                  | 19                   | 41                  | Kruhy a vlny                     |
| 2022 | „Smokin tráva, Poppin Xan“ (s Yzomandias)      | 33                  | 21                   | 49                  | Kruhy a vlny                     |
| 2022 | „Míša Boček Flexx“ (s Yzomandias)              | 36                  | 22                   | 53                  | Kruhy a vlny                     |
| 2022 | „Vyměřenej čas“ (s Yzomandias)                 | 37                  | 23                   | 64                  | Kruhy a vlny                     |
| 2022 | „Cykloskit feat. Šimon Havlík“ (s Yzomandias)  | 67                  | 35                   | 89                  | Kruhy a vlny                     |
| 2023 | „Novej svět“ (s Yzomandias a PTK)              | 5                   | 4                    | 7                   | Kruhy a vlny (217 Twins Edition) |
| 2023 | „Ride or Die“ (s Yzomandias)                   | 5                   | 4                    | 31                  | Kruhy a vlny (217 Twins Edition) |
| 2023 | „Nikdy už nebudu Ok“ (s Yzomandias)            | 9                   | 7                    | 53                  | Kruhy a vlny (217 Twins Edition) |
| 2023 | „Krtek Money Life“ (s Yzomandias)              | 17                  | 12                   | 55                  | Kruhy a vlny (217 Twins Edition) |
| 2023 | „Kolikrát ještě?“ (s Yzomandias)               | 18                  | 13                   | 63                  | Kruhy a vlny (217 Twins Edition) |
| 2023 | „Život je krátkej“ (s Yzomandias)              | 19                  | 14                   | 75                  | Kruhy a vlny (217 Twins Edition) |
| 2023 | „Kouř“ (s Yzomandias)                          | 23                  | 17                   | 86                  | Kruhy a vlny (217 Twins Edition) |
| 2023 | „Boží mlýny melou furt“ (s Yzomandias)         | 36                  | 25                   | 61                  | Kruhy a vlny (217 Twins Edition) |
| 2023 | „POTICHU“ (s NobodyListen)                     | 22                  | 15                   | 50                  | *PATTERN*                        |
| 2023 | „BLÁZEN“ (s NobodyListen (ft. Annet X))        | 29                  | 17                   | 61                  | *PATTERN*                        |
| 2023 | „DARK ARTS“ (s NobodyListen)                   | 45                  | 25                   | 90                  | *PATTERN*                        |
| 2023 | „NOT*DEAD“ (s NobodyListen (ft. PTK))          | 60                  | 34                   | —                   | *PATTERN*                        |
| 2023 | „OKEY“ (s NobodyListen)                        | 66                  | 37                   | —                   | *PATTERN*                        |
| 2023 | „*SPÍŠ???“ (s NobodyListen (ft. PTK))          | 69                  | 38                   | —                   | *PATTERN*                        |
| 2023 | „666AM“ (s NobodyListen (ft. Eddie Fresco))    | 72                  | 40                   | —                   | *PATTERN*                        |
| 2023 | „*JOLANDA*“ (s NobodyListen)                   | 77                  | 44                   | —                   | *PATTERN*                        |
| 2023 | „BUDE**ZLE“ (s NobodyListen)                   | 83                  | 48                   | —                   | *PATTERN*                        |
| 2023 | „ViDiM TĚ“ (s NobodyListen)                    | 89                  | —                    | —                   | *PATTERN*                        |
| 2023 | „STALO :( SE“ (s NobodyListen (ft. Shimmi))    | 92                  | —                    | 63                  | *PATTERN*                        |
| 2023 | „FUNERAL“ (s NobodyListen (ft. (Yzomandias))   | 94                  | —                    | —                   | *PATTERN*                        |
| 2023 | „RANDAL“                                       | 11                  | 7                    | 42                  | —                                |
| 2024 | „777“                                          | 18                  | 8                    | 48                  | 777 (EP)                         |
| 2024 | „Baleak“                                       | 32                  | 16                   | 60                  | 777 (EP)                         |
| 2024 | „Senezlob“                                     | 55                  | 26                   | —                   | 777 (EP)                         |
| 2024 | „FaceTime“ (s Ben Cristovao)                   | 10                  | 5                    | 41                  | HRA1 (EP)                        |
| 2024 | „Hamilton“ (s Ben Cristovao)                   | 13                  | 7                    | 50                  | HRA1 (EP)                        |
| 2024 | „Triko“ (s Ben Cristovao)                      | 18                  | 9                    | 60                  | HRA1 (EP)                        |
| 2024 | „Havin Fun“ (s Ben Cristovao)                  | 36                  | 19                   | 86                  | HRA1 (EP)                        |
| 2024 | „Nemáme čas“ (s Ben Cristovao)                 | 45                  | 24                   | —                   | HRA1 (EP)                        |
| 2024 | „Kung-fu“ (ft. Viktor Sheen)                   | 4                   | 3                    | 15                  | V gastru nejsou lidi             |
| 2024 | „DISTANC“ (ft. PTK)                            | 5                   | 4                    | 34                  | V gastru nejsou lidi             |
| 2024 | „Můj Shit“ (ft. Sara Rikas a Luka Brassi10x)   | 8                   | 7                    | 8                   | V gastru nejsou lidi             |
| 2024 | „Přísahám na Bůh / Tutto Passa“                | 11                  | 9                    | 31                  | V gastru nejsou lidi             |
| 2024 | „Cigaretta“                                    | 12                  | 10                   | 40                  | V gastru nejsou lidi             |
| 2024 | „Poppins“ (ft. Yzomandias)                     | 17                  | 12                   | 44                  | V gastru nejsou lidi             |
| 2024 | „Zajímá mě“                                    | 18                  | 13                   | 33                  | V gastru nejsou lidi             |
| 2024 | „Obě strany“                                   | 29                  | 20                   | 67                  | V gastru nejsou lidi             |
| 2024 | „MOSHPIT“                                      | 42                  | 26                   | 86                  | V gastru nejsou lidi             |
| 2025 | „Řekni mi pravdu“ (ft. Viktor Sheen)           | 5                   | 3                    | 35                  | GoldKiid                         |
| 2025 | „Můza“ (ft. Karlo)                             | 16                  | 13                   | 45                  | GoldKiid                         |
| 2025 | „Berserk“                                      | 18                  | 15                   | 64                  | GoldKiid                         |
| 2025 | „Spánek“                                       | 26                  | 21                   | 80                  | GoldKiid                         |
| 2025 | „Ratatata“                                     | 29                  | 23                   | 77                  | GoldKiid                         |
| 2025 | „Gentleman“ (ft. Sara Rikas)                   | 35                  | 28                   | 58                  | GoldKiid                         |
| 2025 | „Symbol“                                       | 61                  | 42                   | —                   | GoldKiid                         |
| 2025 | „Mitosedlo“                                    | 67                  | 47                   | —                   | GoldKiid                         |
| 2025 | „Drama“ (ft. Hasan)                            | 78                  | —                    | —                   | GoldKiid                         |
| 2025 | „Euforie“                                      | 84                  | —                    | —                   | GoldKiid                         |
| 2025 | „2C-B“ (ft. Loudz1)                            | 96                  | —                    | —                   | GoldKiid                         |